# Роша, Пауло Сержио
Пауло Сержио (порт. Paulo Sérgio; полное имя — Пауло Сержио Роша, порт. Paulo Sérgio Rocha; родился 1 октября 1978, Андрадина, Бразилия) — бразильский футболист, игравший на позиции защитника.

## Карьера
Чеко родился в городе Андрадина, и является воспитанником футбольного клуба «Комерсиал» из города Кампу-Гранди. Пробыв в клубе год, Сержио перешел в «Атлетико Паранаэнсе» из города Коритиба, но не сыграл за клуб ни одного матча. В 1999-м году состоялся его переход в клуб «Андрадина», а затем в клуб «Марсилио Диас».